# Hamburg-Neuenfelde
Neuenfelde ist ein Stadtteil von Hamburg. Er liegt am Westrand von Hamburg und links der Elbe am Mühlenberger Loch, zwischen Cranz und Finkenwerder. Mit Cranz und Francop stellt Neuenfelde den Hamburger Teil und Osten der Elbmarsch-Kulturlandschaft Altes Land dar. Nordöstlich von Neuenfelde liegt das Airbus-Werk Finkenwerder.

## Geschichte

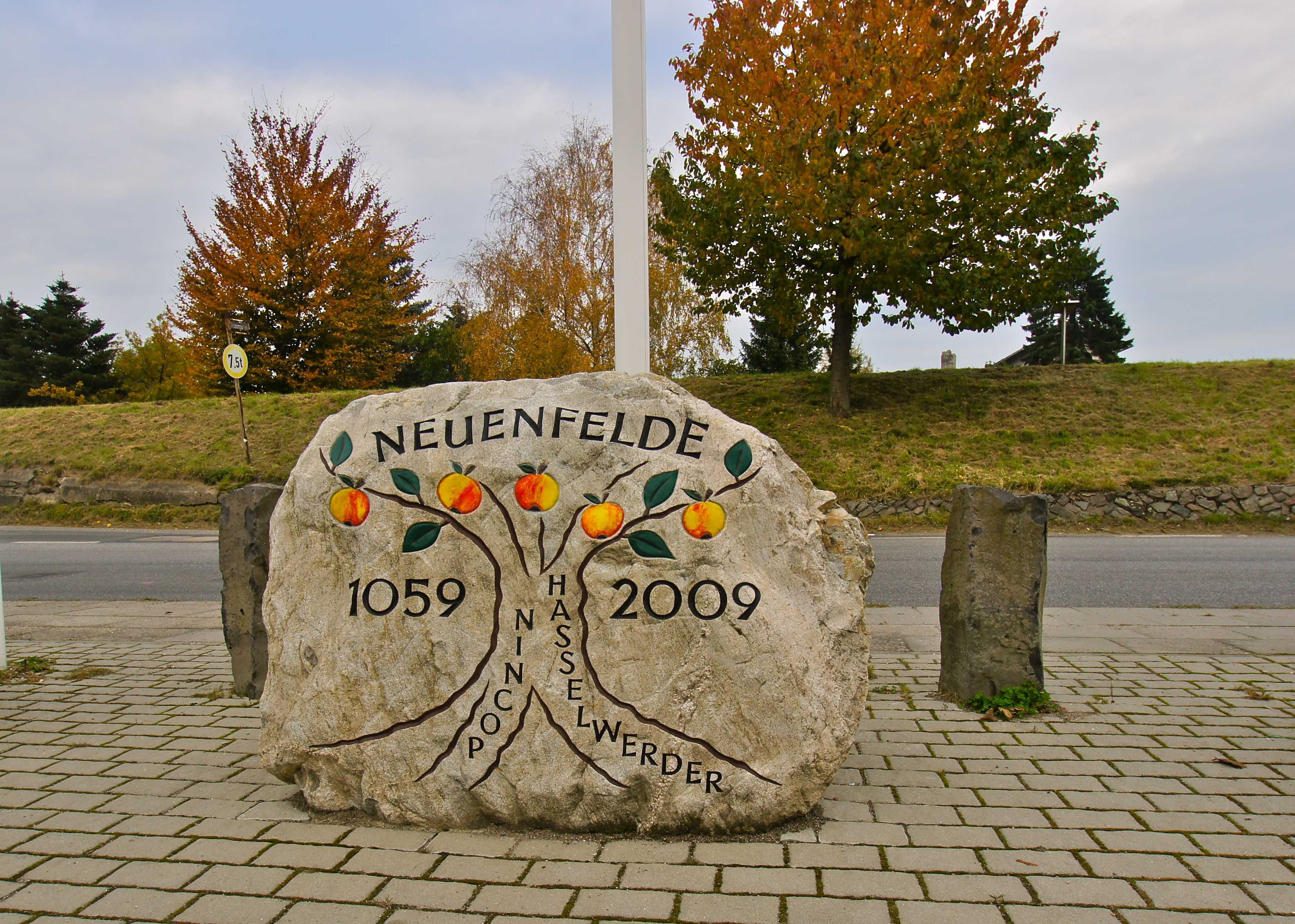
Gedenkstein zum 950. Jahrestag der ersten Erwähnung Hasselwerders

Neuenfelde entstand aus den Dörfern Saschfeld und Niefeld, auf der ehemaligen Elbinsel Hasselwerder, ursprünglich Haslewarther und erstmals erwähnt in einer Urkunde von 1059. Die Vorsilbe Hassel verweist dabei auf Haselnussbüsche, Werder ist die Bezeichnung der Flussinsel. Hasselwerder wurde, wie die anderen umliegenden Gebiete, früh von Sachsen besiedelt. Niefeld oder auch Nigefeld ist gegenüber dem sächsischen Saschfeld das neuere Feld.
Seit etwa 1140 wurden holländische Siedler ins Land geholt, um Deiche zu bauen und das tiefer liegende Binnenland zu kultivieren. Von ihnen wurde u. a. auch Nincop gegründet. Wann das war, ist auch hier nicht bekannt. Urkundlich wird der Ort erstmals 1257 erwähnt.
Diese von den Holländern gegründeten Dörfer wurden Marschhufendörfer genannt. Nach dem „Hollerrecht“ durften sie ihre kirchlichen und rechtlichen Angelegenheiten selbständig regeln und hatten auch Anspruch auf Siedlungsland.
Lange Zeit lebten diese beiden Bevölkerungsgruppen eher neben- als miteinander. Durch Sturmfluten, Deichsicherung und Hochzeiten wuchsen die Orte seit Beginn des 15. Jahrhunderts aber immer mehr zu einem Gemeinwesen zusammen.
Wachsende Schwierigkeiten in der Entwicklung der einzelnen Orte – u. a. bei Wegerecht, Be- und Entwässerung, Schulwesen – ließen gemeinsame Einrichtungen entstehen, wie das Kirchspiel Neuenfelde Ende des 15. Jahrhunderts, die Schule Neuenfelde, die Post Neuenfelde oder auch das Standesamt Neuenfelde. Dieses führte dann im Jahr 1929 mit Zustimmung der Stader Regierung zum Zusammenschluss der beiden Gemeinden Hasselwerder und Nincop zur neuen Gemeinde Neuenfelde.
Lange konnte Neuenfelde aber keine eigenständige Gemeinde bleiben. Zuerst ging Neuenfelde zum 1. August 1932 vom Kreis Jork in den Landkreis Harburg über, um 1937 durch das „Groß-Hamburg-Gesetz“ seine Eigenständigkeit zu verlieren und als neue Gemeinde an Hamburg angeschlossen zu werden.
Die Sturmflut 1962 führte in Neuenfelde infolge zahlreicher Deichbrüche zu schweren Zerstörungen und forderte zehn Todesopfer.

## Statistik
(Quelle: )
- Anteil der unter 18-Jährigen: 23,8 % [Hamburger Durchschnitt: 16,8 % (2023)]
- Anteil der über 64-Jährigen: 14,3 % [Hamburger Durchschnitt: 17,8 % (2023)]
- Ausländeranteil: 33,5 % [Hamburger Durchschnitt: 20,7 % (2023)]
- Arbeitslosenquote: 7,7 % [Hamburger Durchschnitt: 6,2 % (2023)]

Das durchschnittliche Einkommen je Steuerpflichtigen beträgt in Neuenfelde 41.666 Euro jährlich (2020), der Hamburger Gesamtdurchschnitt liegt bei 48.035 Euro.

## Politik & Recht

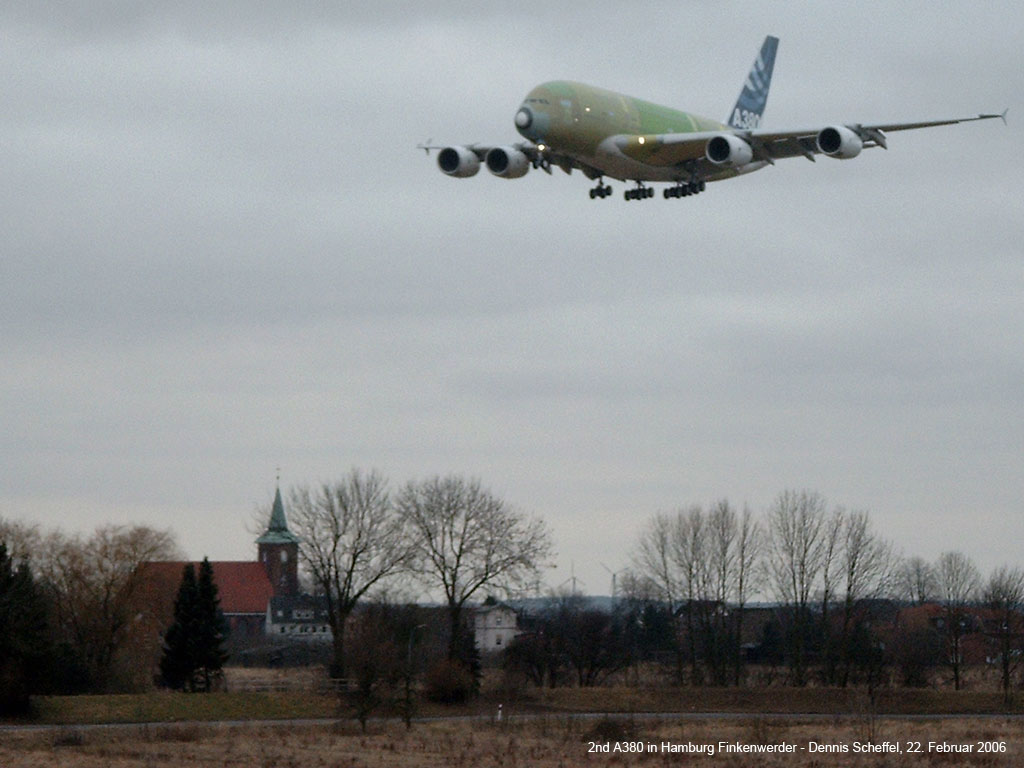
Airbus A380 im Endanflug auf Hamburg-Finkenwerder; im Hintergrund die Kirche von Neuenfelde

Nach dem gescheiterten Versuch der Stadt Hamburg, Grundstücke zu enteignen, die ihr für die Verlängerung der Airbus Start- und Landebahn an den Ortskern von Neuenfelde fehlten, setzte Airbus diese Startbahnverlängerung ohne die nicht erworbenen Flächen in einem Planänderungsverfahren durch. Hamburger Verwaltungsrichter verzichteten im Eilverfahren auf eine neuerliche Bedarfsprüfung und konnten so den Baustopp aufheben. Im Frühjahr 2006 begannen die Bauarbeiten im Neuenfelder Nordwesten, somit wurde der mittelalterliche Ringdeich um den „Rosengarten“ gebrochen, um die Start- und Landebahn nach Südwesten zu verlängern. Am 16. Juli 2007 wurde der neue Bahnabschnitt eingeweiht.

### Bürgerschaftswahlen
Die Bürgerschaftswahl 2020 für die Wahl zur Hamburgischen Bürgerschaft, bei der Neuenfelde zum Wahlkreis Süderelbe gehört, brachte im Stadtteil folgendes Ergebnis:
| Bürgerschaftswahl | SPD    | CDU    | Grüne 1) | AfD    | Linke 2) | FDP    | Übrige    |
| ----------------- | ------ | ------ | -------- | ------ | -------- | ------ | --------- |
| 2020              | 48,7 % | 13,2 % | 11,5 %   | 07,8 % | 06,4 %   | 05,1 % | 05,9 %    |
| 2015              | 51,6 % | 15,9 % | 07,7 %   | 07,5 % | 05,6 %   | 08,0 % | 03,7 %    |
| 2011              | 46,4 % | 25,2 % | 09,6 %   | –      | 04,9 %   | 11,0 % | 06,8 %    |
| 2008              | 35,6 % | 45,8 % | 05,4 %   | –      | 03,8 %   | 06,1 % | 03,4 %    |
| 2004              | 26,8 % | 47,5 % | 09,0 %   | –      | –        | 04,3 % | 12,4 % 3) |
| 2001              | 29,0 % | 32,5 % | 03,0 %   | –      | 00,2 %   | 05,2 % | 30,1 % 4) |

Für die Bundestagswahl gehört Neuenfelde zum Wahlkreis Hamburg-Bergedorf – Harburg. Bei den Bezirksversammlungswahlen zählt der Stadtteil zum Wahlkreis Neugraben-Fischbek/Ost, Moorburg, Altenwerder, Francop, Neuenfelde, Cranz.

## Kultur und Sehenswürdigkeiten

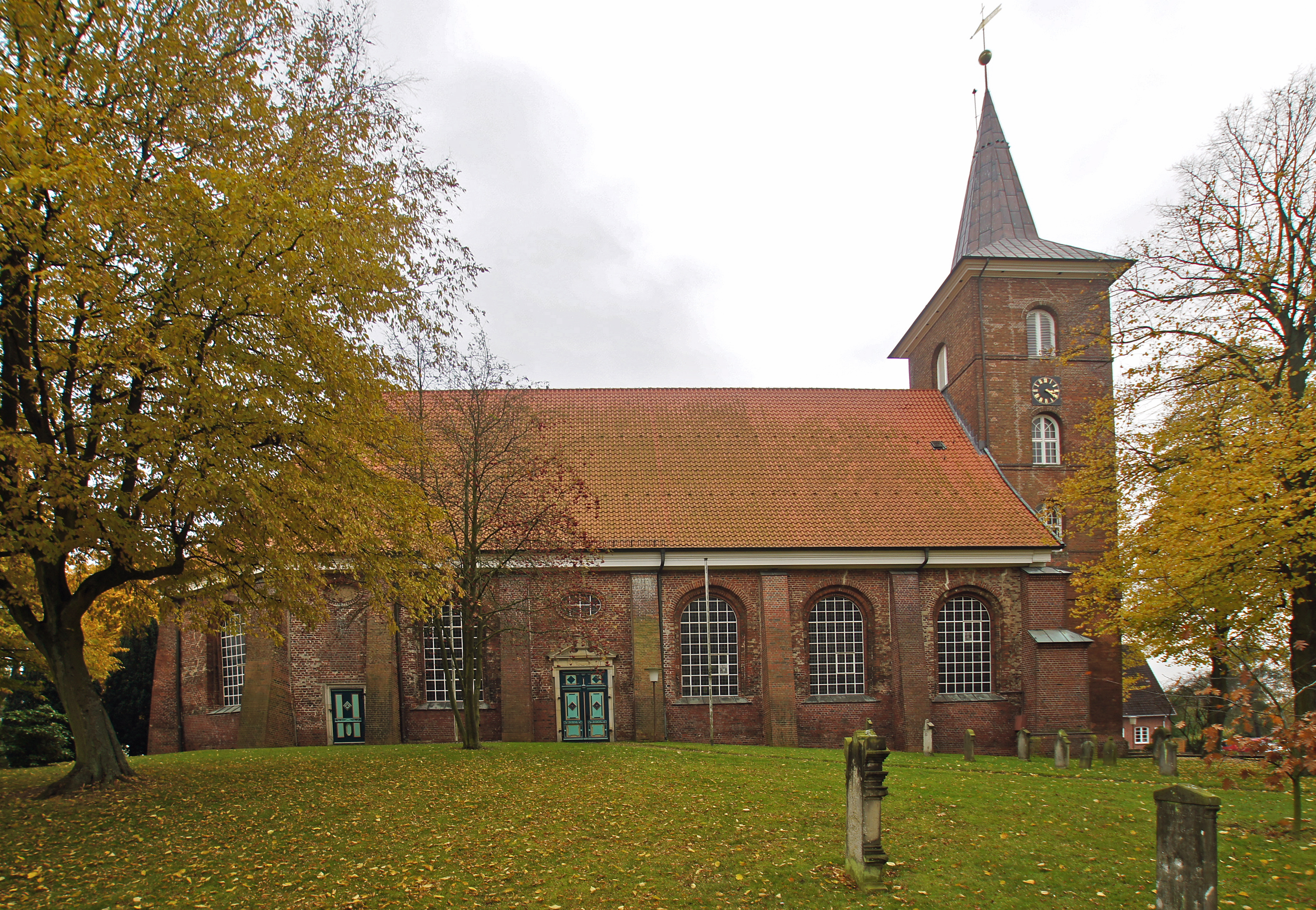
St.-Pankratius-Pfarrkirche

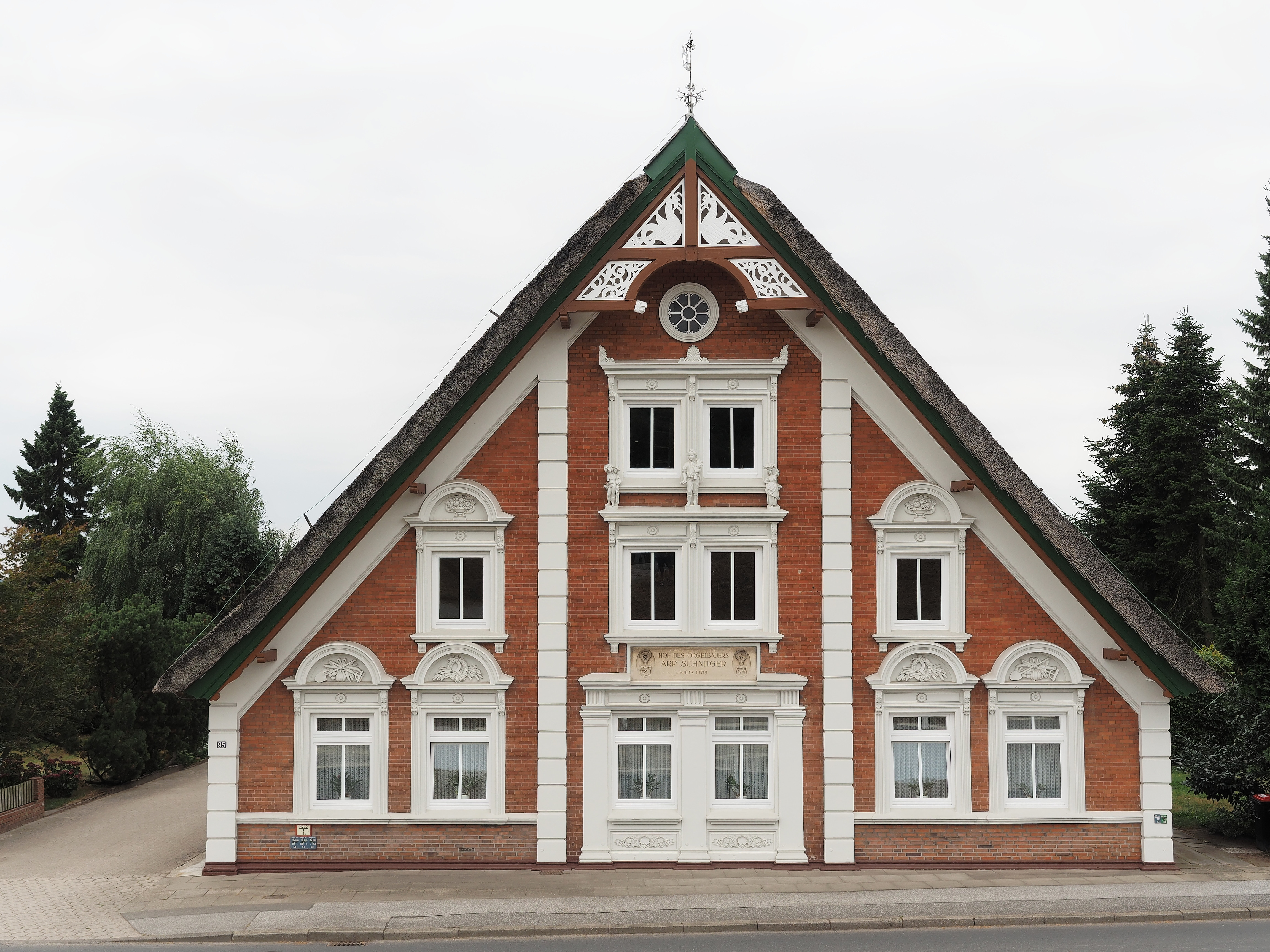
Hof des Orgelbauers Arp Schnitger

### Konzertreihen
Die Neuenfelder Orgelmusiken sind eine in den 1950er Jahren begründete Reihe monatlicher Konzerte auf der Arp-Schnitger-Orgel in der St.-Pankratius-Kirche. Sie finden von April bis Dezember jeden 1. Sonntag im Monat statt.
Die Musikwerft ist eine monatliche Konzertreihe des Vereins „Kultfeld, Verein für Kultur in Neuenfelde“ von September/Oktober bis März/April in der Neuenfelder Kirche.

### Bauwerke
Die St.-Pankratius-Pfarrkirche von 1682 wurde auf einer Talsanddüne erbaut und in den folgenden fünfzig Jahren einheitlich barock eingerichtet. Die Kirche ist u. a. als Arp-Schnitger-Stätte berühmt, da der Orgelbaumeister in der Kirche seine letzte Ruhestätte fand. Außerdem befindet sich in der Kirche Schnitgers größte erhaltene zweimanualige Orgel, die 1688 entstandene Orgel von St. Pankratius. Nach einer Restaurierung der figürlichen Bemalung ihres Tonnengewölbes ist sie seit Oktober 2005 wieder täglich geöffnet.
Weiterhin befinden sich in Neuenfelde der Orgelbauerhof des Orgelbauers Arp Schnitger, diverse unter Denkmalschutz stehende Bauernhäuser sowie drei Prunkpforten aus dem 17. Jahrhundert, die vor den Höfen Quast, Palm und Jonas stehen.

### Regelmäßige Veranstaltungen
Neuenfelder Markt:
Am ersten Sonnabend im September laden seit 1978 fast alle Vereine, Einrichtungen und Gruppen aus Neuenfelde und Francop zum wiederbelebten „Neefeller Markt“ rund um die Neuenfelder Kirche ein. Auftakt ist ein Laternenumzug für Kinder am Vorabend, angeführt vom Spielmannszug der Neuenfelder Schützen.
Vom späten Vormittag des Markttages an säumen Kinder-Flohmarktstände den Organistenweg nahe der Kirche, in der jährlich wechselnde Ausstellungen zu sehen sind. Kurz danach öffnen auf dem Kirchenvorplatz die Marktstände der Vereine, die informieren und verpflegen, und die Kinderspielmeile mit Hüpfburg, Wasserspiel mit Feuerwehrschlauch, Ponyreiten und anderen Spielstationen. Traditioneller Höhepunkt ist – von heimischen Musik- und Tanzaufführungen gerahmt – der Wettkampf vieler Vereinsmannschaften um den „Wanderfloh“. Zum Abschluss erklingen Volkslieder, mitzusingen zum Schifferklavier und vorgetragen von der Liedertafel „Frohsinn“ Francop.

## Wirtschaft und Infrastruktur

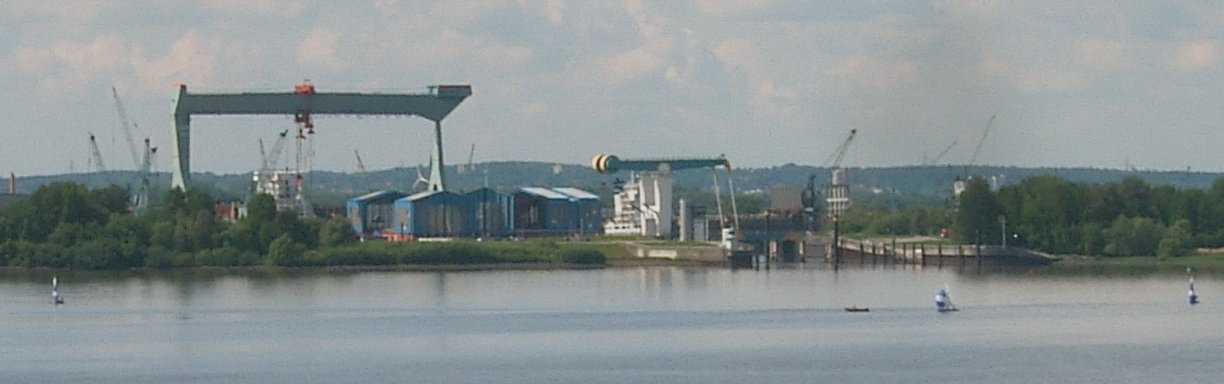
Sietas-Werft und Klappbrücke am Este-Sperrwerk

Neuenfelde ist Teil des Obstanbaugebiets Altes Land. Größter Industriebetrieb war die ab 1635 bestehende Sietas-Werft mit etwa 200 Beschäftigten.

### Verkehr
Die Busse der HVV-Linie 257 fahren von Neugraben kommend durch Neuenfelde und dann abwechselnd nach Jork und Cranz.
Die Busse der Linie 150 fahren mehrmals stündlich vom Estebogen über Cranz den Finkenwerder Fähranleger durch den Neuen Elbtunnel bis zum Bahnhof Altona. Die Buslinie 550 führt von Fischbek kommend durch Neuenfelde und dann weiter nach Finkenwerder.
Die Fährlinie HBEL der HADAG führt vom Sperrwerk Neuenfelde jeweils nach Cranz und Blankenese, sie ist seit 2024 auf unbestimmte Zeit stillgelegt.

## Persönlichkeiten
- Arp Schnitger (1648–1719), Orgelbauer
- Georg Clemens von Finckh (1687–1756), evangelischer Theologe, Propst
- Elke Paulussen (* 1944), niederdeutsche Autorin; wuchs in Neuenfelde auf
- Matthias Arfmann (* 1964), Musikproduzent
- Konstantin Graudus (* 1965), Schauspieler
- Deniz Barış (* 1977), Fußballspieler
- Hermann Jonas, ehemaliger Landesbereichsführer der Freiwilligen Feuerwehr Hamburg, Träger des goldenen Portugaleser und des Bundesverdienstkreuzes[6]